# Ophryotrocha minuta
Ophryotrocha minuta är en ringmaskart som beskrevs av Claude Lévi 1954. Ophryotrocha minuta ingår i släktet Ophryotrocha och familjen Dorvilleidae. Inga underarter finns listade i Catalogue of Life.